# テルマ&ルイーズ
『テルマ&ルイーズ』（Thelma & Louise）は、1991年に公開された映画。監督はリドリー・スコット、脚本はカーリー・クーリ、主演はスーザン・サランドンとジーナ・デイヴィス。
第64回アカデミー賞において6部門にノミネートされ、脚本賞を受賞し、2016年にはアメリカ国立フィルム登録簿に追加された。
しばしば「90年代の女性版アメリカン・ニューシネマ」と評されており、また、ブラッド・ピットの出世作としても知られる。
撮影のおよそ半分はユタ州モアブ市で、また映画の終盤で主役の2人が旅をするシーンはデッドホース・ポイント州立公園で敢行されている。
アメリカの連続殺人犯アイリーン・ウォーノス元死刑囚とその恋人ティリア・ムーアの物語がモデルとされるが、時系列の整合性が合わない為にデマである。本作の撮影は1990年に行われている一方、ウォーノスが6件の殺人を行ったのが1989年から1990年で、逮捕され犯罪を告白したのが1991年1月である。このことから本作撮影中にウォーノスの殺人があったことは事実だが、明るみになっていなかったことからモデルとして参考にすることはできない。本作とウォーノスらの犯罪で共通しているのは「女性2人組」が「共謀（実際は主従関係）して殺人を犯す」という点だけである。
主な登場人物がアーカンソー州出身という設定のため、アメリカ南部独特の方言や俗語が頻繁に使用されている。ゆえに、会話のジョークはアメリカ人以外には理解しがたいものも多い。本作の日本語への翻訳は、字幕は戸田奈津子、吹替は丸山垂穂がそれぞれ担当している。

## ストーリー
アーカンソー州でウエイトレスとして働く中年の独身女性ルイーズは、親友で専業主婦のテルマと週末のドライブ旅行に出発する。途中のバーでテルマは泥酔し、店の客に駐車場でレイプされかける。助けに入ったルイーズは、テルマが護身用に持って来た銃で男を撃ち殺す。ルイーズには、レイプされ傷ついた過去があった。
テルマとルイーズはその場から車で逃走する。メキシコへの逃亡を計画し、ルイーズは恋人のジミーと連絡を取って逃走資金を借りる。警察は目撃情報からルイーズたちの身元を割り出し、州を越えて逃げる二人を追うために、FBIに協力を依頼する。
逃走中にもかかわらず、テルマはハンサムなヒッチハイカーのJ.D.に一目惚れし、車に乗せる。J.D.は、強盗で仮釈放中だとテルマに打ち明けて一夜をともにし、逃走資金を盗んで姿を消す。テルマは責任を感じ、J.D.の真似をして店に強盗に入り、金を作る。
逃走を続けるうちに、テルマとルイーズは人が変わったように大胆になっていく。スピード違反でパトカーに停められれば逆に警官の銃を奪い、タンクローリーのドライバーに卑猥に挑発されると、ガソリンが詰まったタンクを撃って爆発炎上させる。
テルマとルイーズはグランド・キャニオンまで逃げて、パトカーに包囲される。覚悟を決めたふたりは手を握り合い、絶壁から車ごと死の大ジャンプを決行する。

## キャスト
※括弧内は日本語吹替
- ルイーズ - スーザン・サランドン（塩田朋子）
- テルマ - ジーナ・デイヴィス（佐々木優子）
- ハル - ハーヴェイ・カイテル（菅生隆之）： 刑事
- ジミー - マイケル・マドセン（西凜太朗）： ルイーズの恋人
- ダリル - クリストファー・マクドナルド（田中正彦）： テルマの夫
- マックス - スティーヴン・トボロウスキー
- J.D. - ブラッド・ピット（川島得愛）： ヒッチハイカー
- ハーラン - ティモシー・カーハート（木下浩之）

## スタッフ
- 監督、製作：リドリー・スコット
- 製作：ミミ・ポーク
- 脚本：カーリー・クーリ
- 撮影：エイドリアン・ビドル
- 音楽：ハンス・ジマー
- 主題歌：グレン・フライ - 「Part Of Me, Part Of You」

## 評価
レビュー・アグリゲーターのRotten Tomatoesでは75件のレビューで支持率は85%、平均点は8.00/10となった。Metacriticでは12件のレビューを基に加重平均値が88/100となった。

## 受賞／ノミネート
- 第64回アカデミー賞
  - 受賞： 脚本賞
  - ノミネート： 監督賞／主演女優賞（サランドン／デイヴィス共に）／撮影賞／編集賞
- 第49回ゴールデングローブ賞
  - 受賞： 脚本賞
  - ノミネート： 作品賞（ドラマ部門）／主演女優賞（サランドン／デイヴィス共に）
- 第45回英国アカデミー賞
  - ノミネート： 作品賞／監督賞／主演女優賞（サランドン／デイヴィス共に）／オリジナル脚本賞／作曲賞／撮影賞
- 第1回MTVムービー・アワード
  - ノミネート： 女優賞（サランドン単独）／コンビ賞（サランドン／デイヴィスのコンビに対し）

## エピソード
- スーザン・サランドンが演じたルイーズの役は当初、女優のシェールに出演が依頼されていたが断られた。
- ブラッド・ピットは1度オーディションを落ちているが、J.D.役を演じるはずだったウィリアム・ボールドウィンが『バックドラフト』に出演することになり降板したため、急遽出演することになった[7]。また、ブラッド・ピットが演じたJ.D.の配役を選考するオーディションには、当時無名であったジョージ・クルーニーが5度参加した。結果的に役はピットが演じることとなったが、後に2人は映画『オーシャンズ11』で共演。以降プライベートにおいても深く交流する間柄となった。
- ダリル役は当初はデニス・クエイドが演じることになっていた。
- ブラッド・ピットは当時下積み生活を送っており、経済的に貧しかったがこの映画で注目され次々仕事が入ったため、生活費の心配がなくなったという。彼の当時の出演料は推定6000ドルとされている[7]。
- スーザン・サランドンは、ジーナ・デイヴィスとのキスシーンについて 「あれは性的なものではなく、絆を確かめ合うようなもの」 だったと、ドキュメンタリー映画 『セルロイド・クローゼット』 の中で語っている。
- ロックスター社が発売した『グランド・セフト・オートV』の作中には、本作のラストシーンのオマージュと思われるイベントが存在する。
- 日本国内ではDVD化以降、版権が度々変更されている。最初のDVDは2001年に20世紀フォックスエンターテイメントジャパンからリリースされたが、2002年の再発売ではMGMに権利が移行した。その後、2004年・2007年・2008年・2009年と2011年発売のブルーレイでは20世紀フォックス、2003年・2005年・2007年のDVD再発売ではMGMが権利を持ち、このほか、2006年にソニー・ピクチャーズ エンタテインメントからDVD、2014年発売のDVDと2017年発売のブルーレイはウォルト・ディズニー・スタジオ・ジャパンからソフトが発売されている。